# Татранська електрифікована залізниця
49°08′24″ пн. ш. 20°13′31″ сх. д. / 49.14003° пн. ш. 20.2253° сх. д.
Татранська електрифікована залізниця (словац. Tatranská elektrická železnica) — електрифікована вузькоколійна (1000 мм) залізниця у Татрах. Електрифікація — 1500 В постійного струму. Складається з двох частин:
- Попрад — Старий Смоковець — Штрбське Плесо (29,1 км)
- Старий Смоковець — Татранська Ломниця (5,9 км)

## Історія
Після завершення будівництва залізниці Кошице — Богумін у 1872 році, Попрад — Кежмарок у 1892 році, і Штрбське-Плесо — Штрба у 1896 році, було вирішено побудувати електрифіковану вузькоколійну залізницю від міста Попрад до Старого Смоковця. Будівництво почалося у 1906 році і було завершено у 1908 році. Також була побудована лінія від Старого Смоковця до Штрбське-плесо у 1912 році .
У 1948 році була проведена націоналізація залізниць, з 1950 по 1992 рік залізниця знаходилась під орудою компанії Чехословацькі державні залізниці, а з 1993 року під управлінням Словацьких залізниць.
У другій половині 1960-х років, залізниця пройшла капітальну реконструкцію і з 1970 року займається тільки пасажирськими перевезеннями.
На початку ХХІ сторіччя старі потяги ČSD Class EMU 89.0 побудовані ČKD у 1960-х роках замінені на нові Stadler GTW ZSSK Class 425.95

## Галерея

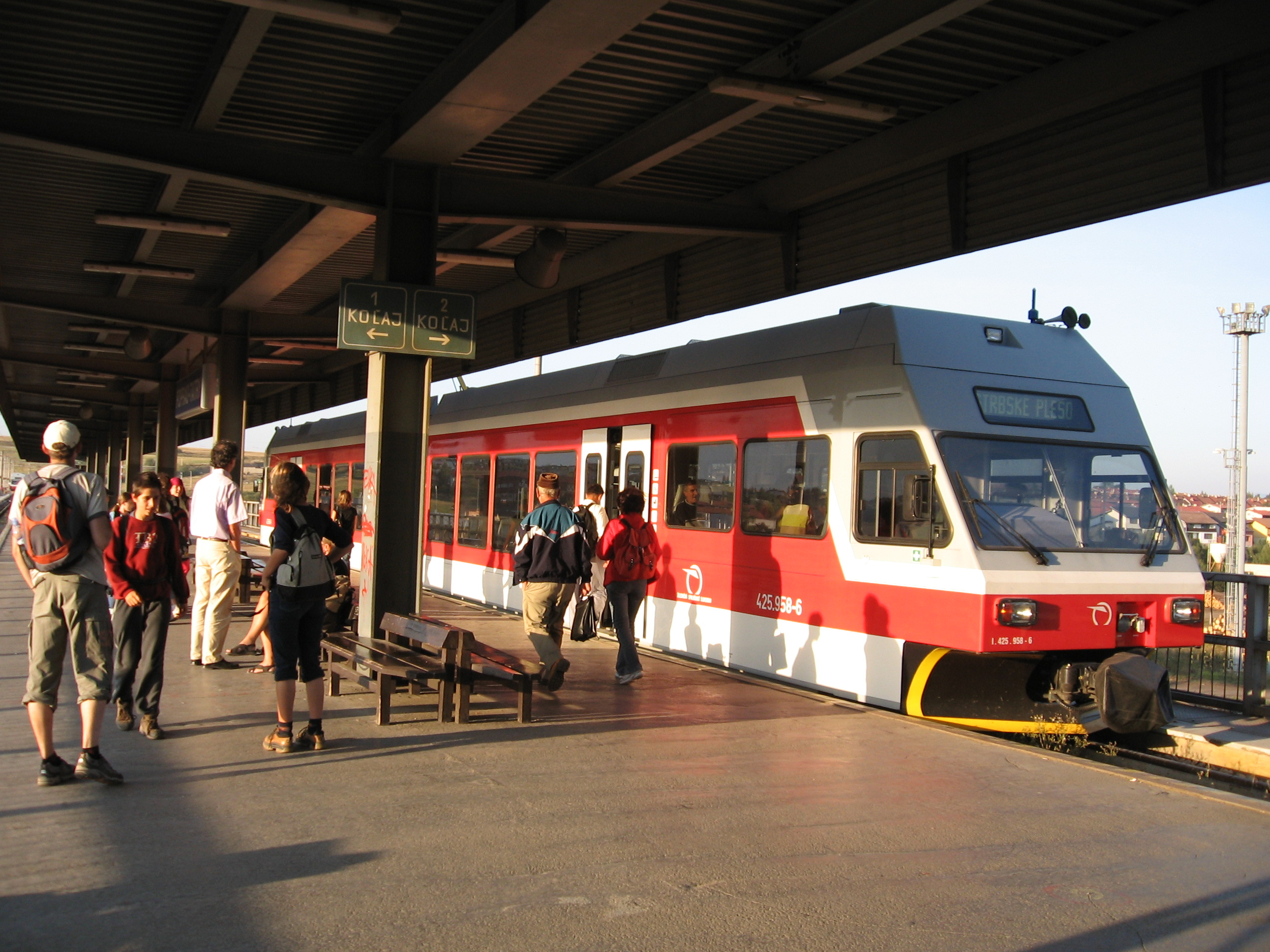
Склад ZSSK Class 425.95 у Попраді
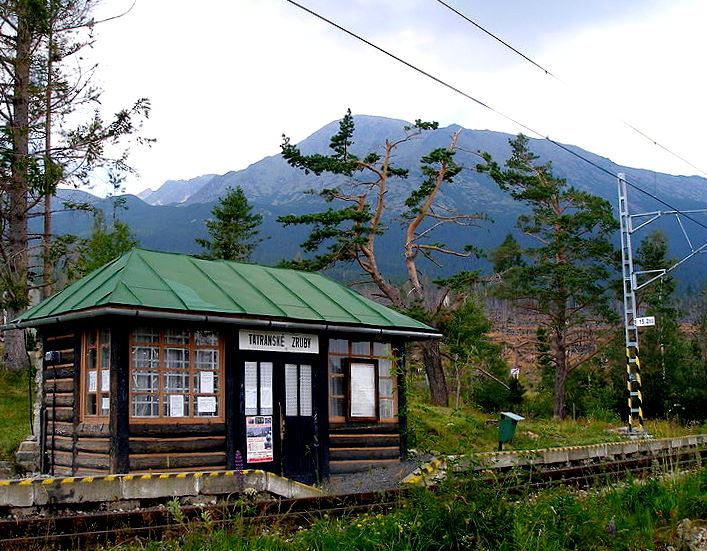
Полустанок у Татранське Зруби
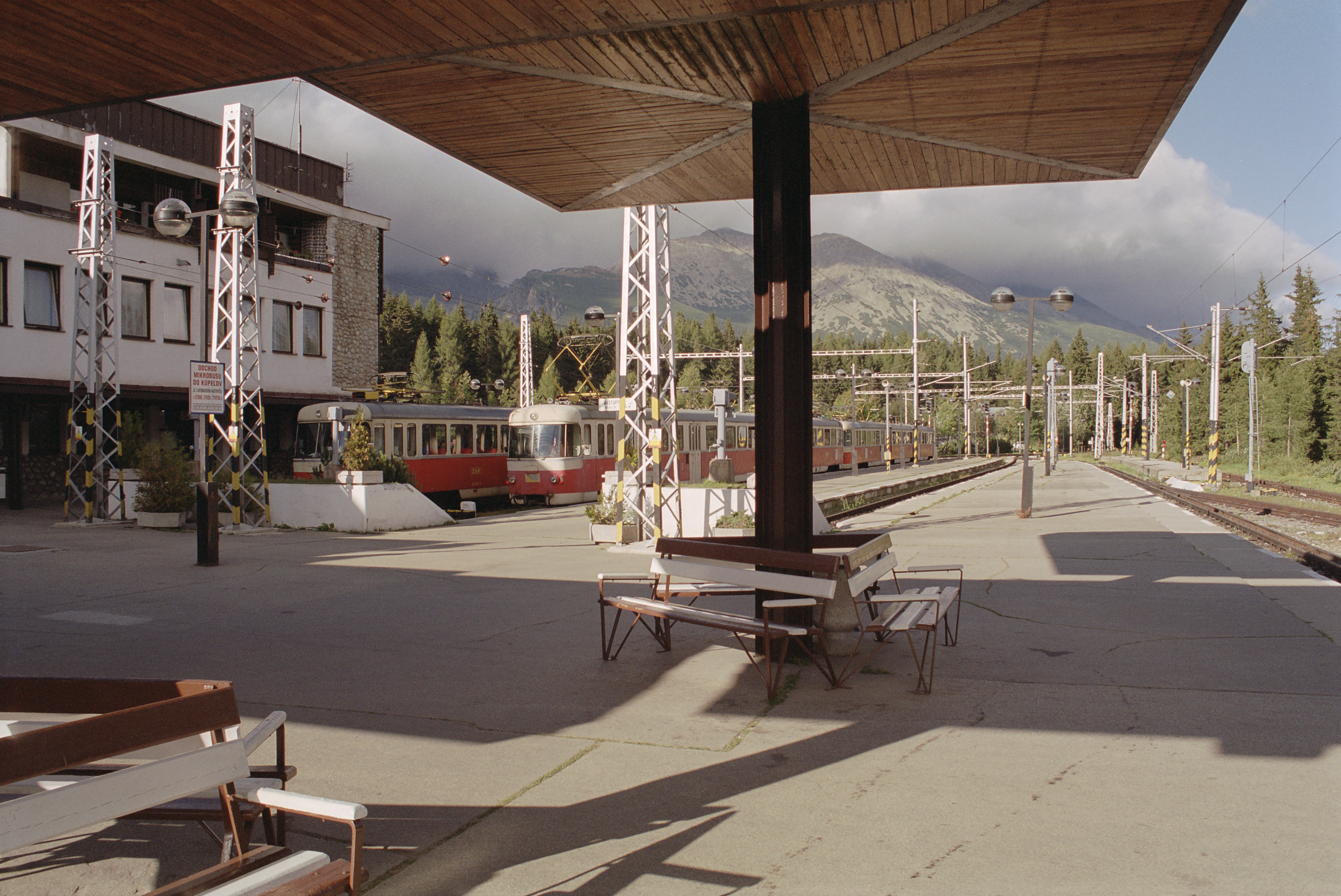
Станція Штрбське Плесо, пересадка на зубчасту залізницю до Штрби
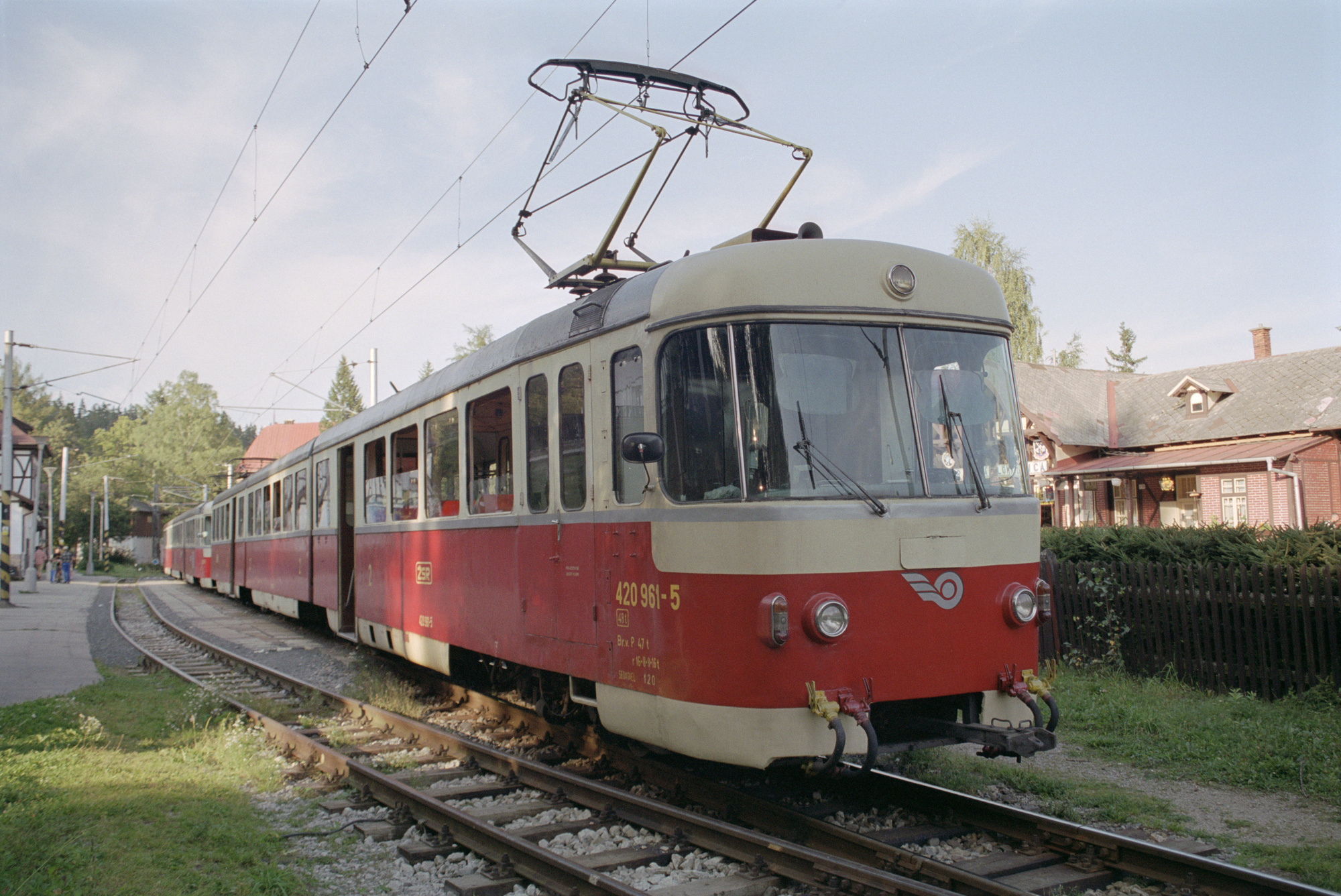
Станція Татранська Ломниця
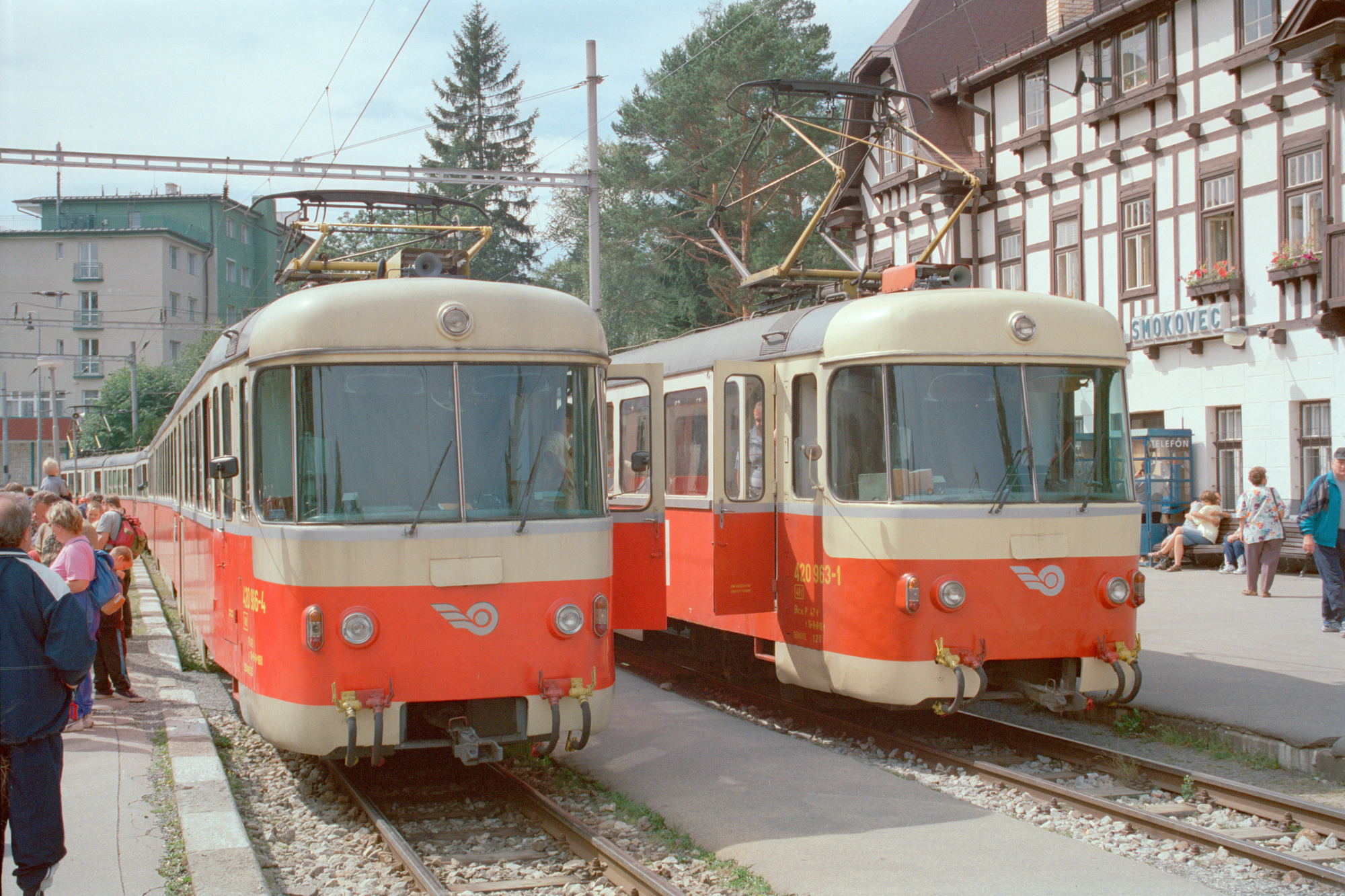
Станція Старий Смоковець